# Saulx (gemeente)
Saulx is een gemeente in het Franse departement Haute-Saône (regio Bourgogne-Franche-Comté) en telt 876 inwoners (2011). De plaats maakt deel uit van het arrondissement Lure.

## Geografie
De oppervlakte van Saulx bedraagt 15,2 km², de bevolkingsdichtheid is 57,6 inwoners per km².

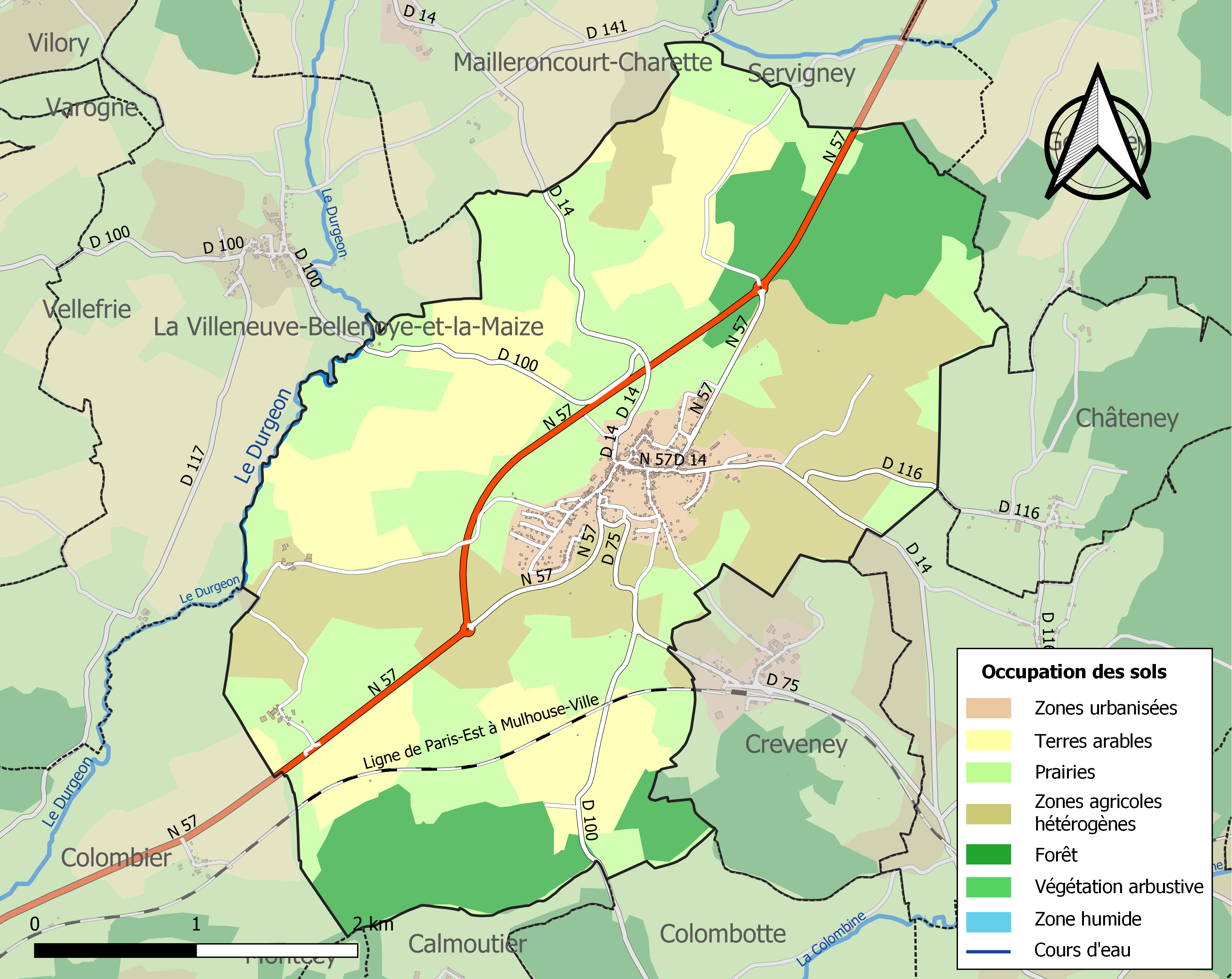
Kaart van de gemeente met de belangrijkste infrastructuur, bodemgebruik en omliggende gemeenten

## Demografie
Onderstaande figuur toont het verloop van het inwonertal (bron: INSEE-tellingen).

1. ↑  Populations de référence 2022.